# Odontochernes cervus
Odontochernes cervus är en spindeldjursart som först beskrevs av Luigi Balzan 1890.  Odontochernes cervus ingår i släktet Odontochernes och familjen blindklokrypare. Inga underarter finns listade i Catalogue of Life.